# Кормей
Кормей (на френски: Cormeilles) е село в северна Франция, част от департамента Йор на регион Нормандия. Населението му е около 1 155 души (2015).
Разположено е на 67 метра надморска височина в Парижкия басейн, на 34 километра югоизточно от центъра на Хавър и на 54 километра източно от Кан. Селището е известно от XI век, а през XVIII век е известно като местен център на кожарството. Днес там се намира най-голямата дестилерия за калвадос в Нормандия.

## Известни личности
Родени в Кормей
- Албер Дьоманжон (1872 – 1940), географ